# Mi vida (My life)
Mi vida (My life) is een muziekalbum van Piet Veerman uit 1997. Het stond negen weken in de Album Top 100 met nummer 21 als hoogste notering.
Het is zijn laatste album waarop hij als solo-zanger nieuw werk heeft uitgebracht. Wel volgden hierna nog diverse verzamelalbums. De meeste nummers op het album zijn Spaanstalig. Als producers worden Gerardo Stellardo en Pedro Pontero verantwoord.

## Nummers
| Nummer | Naam                                                             | Geschreven door                                                  | Duur |
| ------ | ---------------------------------------------------------------- | ---------------------------------------------------------------- | ---- |
| 1.     | Cuando salí de Cuba                                              | Luis Aguile                                                      | 2:54 |
| 2.     | Canta libre                                                      | Neil Diamond                                                     | 4:25 |
| 3.     | Amor callado                                                     | Ana Gabriel, Manolo en Piet Veerman                              | 4:25 |
| 4.     | Still (I love you still)                                         | Willy DeVille                                                    | 4:13 |
| 5.     | Has amado una mujer deveras (Have you ever really loved a woman) | Bryan Adams, Michael Kamen en Robert Lange                       | 5:30 |
| 6.     | a. Tu solo tu                                                    | Felipe Leal Valdez                                               | 4:13 |
| 6.     | b. Oye                                                           | Ana Gabriel                                                      | 4:13 |
| 6.     | c. No siempre se gana                                            | Ana Gabriel                                                      | 4:13 |
| 7.     | Goin' home                                                       | Jimmy LaFave                                                     | 5:08 |
| 8.     | Ando que me lleva                                                | Antonio Avila Zuniga                                             | 3:51 |
| 9.     | Linda paloma                                                     | Jackson Browne                                                   | 3:53 |
| 10.    | Song of the ocean (Canção do mar)                                | Bruce Smith, Ferrer Trindade, Frederico de Brito en Piet Veerman | 4:41 |
| 11.    | Hasta que te conoci                                              | Alberto Valadez Aguilera                                         | 8:10 |